# Helicoverpa signata
Helicoverpa signata là một loài bướm đêm trong họ Noctuidae.